# Суха Ветлянка
Суха Ветлянка (рос. Сухая Ветлянка) — селище в Алексєєвському районі Самарської області Російської Федерації.
Населення становить 50 осіб. Входить до складу муніципального утворення сільське поселення Алексєєвка.

## Історія
Від 2005 року входило до складу муніципального утворення сільське поселення Алексєєвка.

## Населення
| 1986 | 2002 | 2010 | 2014 | 2015 |
| ---- | ---- | ---- | ---- | ---- |
| 72   | ↗96  | ↘64  | ↘56  | ↘50  |